# 昂日维莱
昂日维莱（法語：Angevillers，法語發音：[ɑ̃ʒvile]）是法国摩泽尔省的一个市镇，位于该省西北部，属于蒂永维尔区。

## 地理
昂日维莱（49°23'16"N, 6°2'34"E）面积8.71 平方千米，位于法国大東部大區摩泽尔省，该省份为法国东北部内陆省份，是洛林的一部分，西南接默尔特-摩泽尔省，东临下莱茵省，北与卢森堡和德国接壤。
与昂日维莱接壤的市镇（或旧市镇、城区）包括：阿尔格朗日、埃什朗日、丰图瓦、阿旺日、罗雄维莱、蒂永维尔。
昂日维莱的时区为UTC+01:00、UTC+02:00（夏令时）。

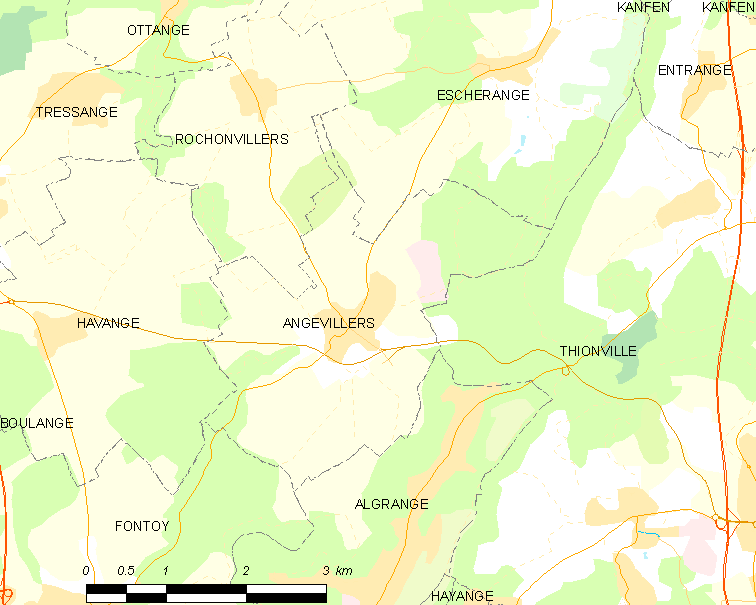
昂日维莱的OSM定位图

## 行政
昂日维莱的邮政编码为57440，INSEE市镇编码为57022。

## 政治
昂日维莱所属的省级选区为阿尔格朗日县。

## 人口

1962-2008年间昂日维莱人口变化图示

昂日维莱于2022年1月1日时的人口数量为1357人。